# 難波国勝
難波 国勝（なにわ の くにかつ）、あるいは難波吉士 国勝（なにわ の きし くにかつ、生没年不詳）は、飛鳥時代の豪族。

## 記録
『日本書紀』巻第二十四によると、皇極天皇元年（642年）に、百済および高麗（高句麗）における政変が相次いで起こったことが記述されている。この事態に大和政権は、朝鮮半島に使者を送ることを決定し、高麗には津守連大海（つもり の むらじ おおあま）、百済には国勝吉士水鷄（くにかつ の きし くいな）を派遣することになった。
それから14年後、『書紀』巻第二十六によると、斉明天皇2年（656年）、
と記されている。この難波吉士国勝と、吉士国勝水鶏が同一人物ではないか、と考えられており、あるいは前者は「国勝」と「水鶏」という別々の2人の人物のことではないか、と見ることもできる。
皇極元年に派遣された使いの中には、新羅に派遣された草壁吉士真跡（くさかべ の きし まと）・任那に派遣された坂本吉士長兄（さかもと の きし ながえ）の名前もあり、吉士集団が外交面で大きく活躍していたことが窺われる。
なお、鸚鵡については、『書紀』巻第二十五に、大化3年（647年）、新羅が日本への人質の金春秋と共に孔雀1羽と合わせて献上した記事が日本最古のものとされている。